# موريس ويلكنز
موريس ويلكنز أو موريس هيو فريدريك ويلكنز (Maurice Wilkins أو Maurice Hugh Frederick Wilkins) ـ (15 ديسمبر 1916 ـ 5 أكتوبر 2004) فيزيائي وعالم أحياء جزيئية نيوزيلندي المولد إنجليزي الجنسية، حصل على  جائزة نوبل في الطب أو علم وظائف الأعضاء لعام 1962مشاركة مع فرنسيس كريك وجيمس واتسون، لأبحاثهم المتعلقة بالتركيب البيولوجي للأحماض النووية في الكائنات الحية.
في عام 1953، أمرت روزاليند فرانكلين، زميلة ويلكنز، ريموند غوسلينغ، بتسليم ويلكنز صورة عالية الجودة للحمض النووي ذي النمط بي (الصورة 51)، والتي أنتجتها في عام 1952، لكنها «وضعتها جانبًا عند مغادرتها كلية كينجز لندن. أراها ويلكنز لواتسون. حفّزت هذه الصورة، ومعرفة أن لينوس باولنغ اقترح بنية غير صحيحة للحمض النووي، واتسون وكريك لإعادة تصميم النموذج. بالاعتماد على معلومات إضافية من التقارير البحثية لويلكنز وفرانكلين، والتي حصلوا عليها من ماكس بيروتس، وصف واتسون وكريك البنية الحلزونية المزدوجة للحمض النووي بصورة صحيحة في عام 1953.

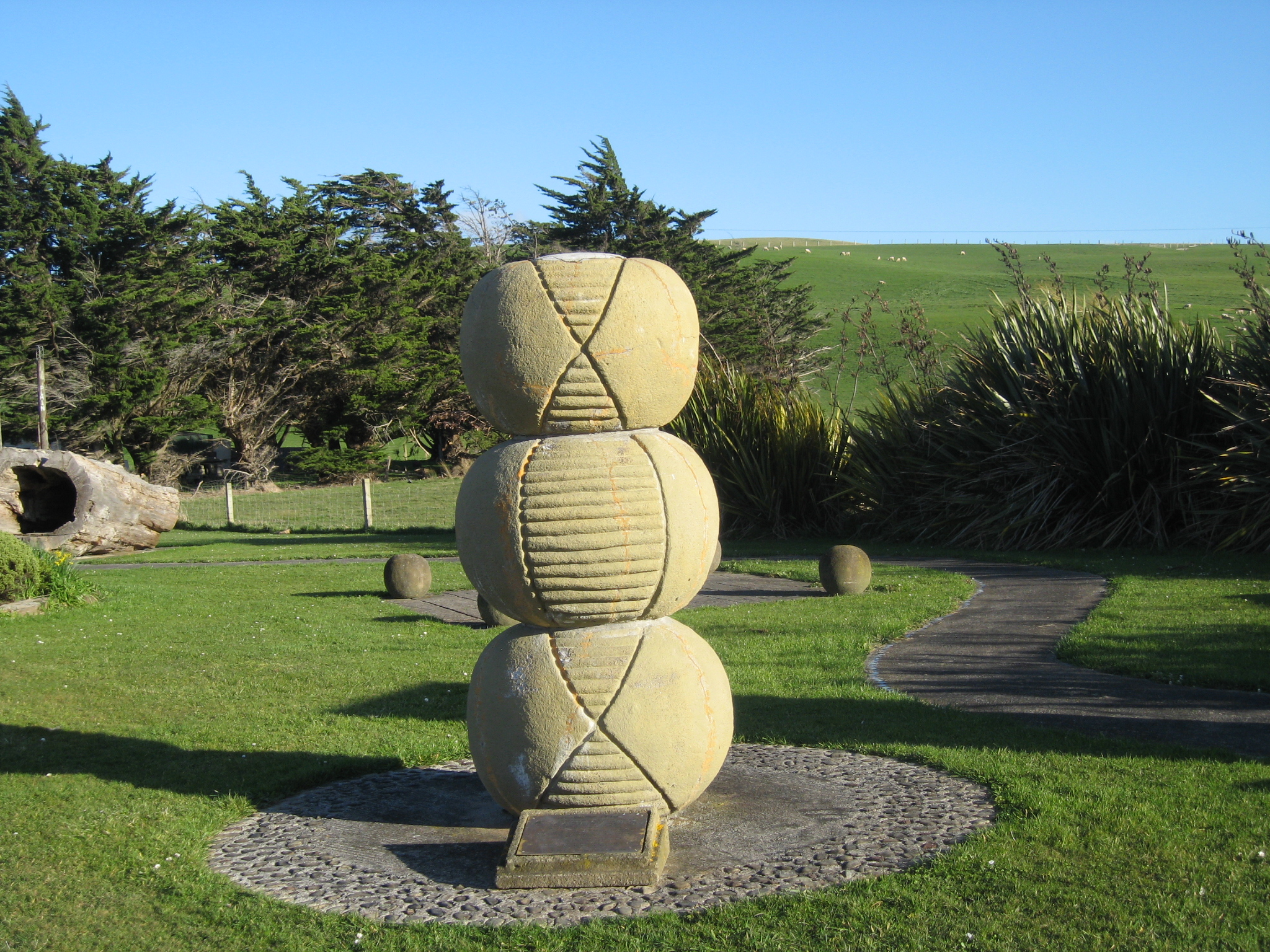
نصب تذكاري لموريس ويلكينز ، الشارع الرئيسي ، بونجاروا ، نيوزيلندا

واصل ويلكينز اختبار نموذج واتسون وكريك للحمض النووي، والتحقق منه، وإجراء تصحيحات مهمة عليه، ودراسة بنية الحمض النووي الريبي آر إن إيه. مُنح ويلكنز وكريك وواتسون جائزة نوبل في الطب أو علم وظائف الأعضاء عام 1962، «لاكتشافاتهم المتعلقة بالتركيب الجزيئي للأحماض النووية وأهميتها في نقل المعلومات في المواد الحية».

## المسار الوظيفي والبحث

### سنوات ما بعد الحرب: 1945 - 1950
خلال الحرب العالمية الثانية، طور ويلكنز شاشات رادار محسنة في برمنغهام ، ثم عمل على فصل النظائر في مشروع مانهاتن في جامعة كاليفورنيا في بيركلي خلال الأعوام 1944-1945.
في ذلك الوقت، عُيِّن راندال في منصب رئيس قسم الفيزياء في جامعة سانت أندروز. عُيّن ويلكنز في عام 1945 محاضرًا مساعدًا في قسمه في جامعة سانت أندروز. كان راندال يتفاوض مع مجلس البحوث الطبية (إم آر سي) لإنشاء مختبر لتطبيق الأساليب التجريبية للفيزياء على مسائل علم الأحياء. كان الجمع بين هذين التخصصين لإنتاج الفيزياء الحيوية فكرة جديدة. أخبر مجلس البحوث الطبية راندال أن هذا يجب أن يحدث في جامعة أخرى. في عام 1946، عُيّن راندال أستاذًا للفيزياء في ويتستون، مسؤولًا عن قسم الفيزياء بأكمله في كلية كينجز لندن، ومُنِح تمويلًا لإنشاء وحدة فيزياء حيوية. أحضر ويلكنز معه ليكون مديرًا مساعدًا للوحدة. عينوا فريقًا من العلماء المدربين في كل من العلوم الفيزيائية والحيوية. كانت «فلسفة الإدارة» استكشاف استخدام عدد من الأساليب بالتوازي، للبحث في فاعلية كل منها، ثم التركيز على تلك الأساليب الواعدة. كان ويلكنز، بصفته العالم الأكثر تنوعًا في الفيزياء ومساعد مدير الوحدة، مشرفًا عامًا على المشاريع المتنوعة إلى جانب المشاركة المباشرة في مشاريعه البحثية الشخصية التي تضمنت أنواعًا جديدة من الفحص المجهري البصري. تلقت كلية كينجز لندن تمويلًا لبناء أقسام جديدة تمامًا للفيزياء والهندسة، إذ دُمِّرت الخزائن الموجودة تحت الفناء الأمامي للكلية بالقنابل خلال الحرب. بدأت وحدة الفيزياء الحيوية والعديد من مجموعات الفيزياء التجريبية والمجموعة النظرية في التحرك خلال الأشهر الأولى من عام 1952. وافتتح اللورد شيرويل المختبرات رسميًا في 27 يونيو. وصفت مقالة ويلكنز لمجلة نيتشر كلا القسمين، بما يتفق مع دوره القيادي ومكانته داخل الكلية بصورة عامة.

## روابط خارجية
- موريس ويلكنز على موقع الموسوعة البريطانية (الإنجليزية)
- موريس ويلكنز على موقع مونزينجر (الألمانية)
- موريس ويلكنز على موقع إن إن دي بي (الإنجليزية)